# Hôtel d'Hailly d'Aigremont
L’hôtel d'Hailly d'Aigremont, ou d'Ailly d'Aigremont, est un hôtel particulier situé 45 rue de Roubaix à Lille. C'est aujourd'hui la résidence du général commandant les Forces terrestres de l'armée française.
Ce site est desservi par la station de métro Gare Lille-Flandres.

## Histoire
L’hôtel « entre Cour et jardin » est construit en 1703 pour Pierre-Louis Jacobs d'Hailly. Confisqué lors de la Révolution française, il est vendu à un manufacturier, puis à un teinturier, avant d'être cédé aux religieuses de Notre-Dame-du-Cénacle et partiellement transformé au cours du XIXe siècle. Abandonné par la communauté lors de la séparation de l'Église et de l'État, il est racheté par Jules Scrive-Loyer en 1907 qui le cède au ministère des Armées en 1946.
Le jardin qui s'étend le long de la rue des Canonniers jusqu'au boulevard Carnot était traversé par le canal des Vieux Hommes.
L'hôtel et son jardin font l’objet d’une inscription au titre des monuments historiques depuis le 7 décembre 1965,.